# NGC 2445
NGC 2445 (другие обозначения — UGC 4017, MCG 7-16-17, ZWG 206.24, ARP 143, VV 117, IRAS07435+3908, PGC 21776) — галактика в созвездии Рысь.
Этот объект входит в число перечисленных в оригинальной редакции «Нового общего каталога».
Галактика NGC 2445 входит в состав группы галактик NGC 2415. Помимо NGC 2445 в группу также входят NGC 2415, NGC 2444, NGC 2476, NGC 2493, NGC 2524, NGC 2528, UGC 3937 и UGC 3944.